# 屈子祠镇
屈子祠镇，中华人民共和国湖南省岳阳市汨罗市下属的一个镇，位于汨罗市北部。
辖1个社区居委会，31个建制村，总面积92平方千米，总人口4.7万人，镇人民政府驻范家（原范家园镇人民政府驻地）。
境内有屈子祠，属国家级文物保护单位。

## 建制沿革
- 1956年，设汨水乡。
- 1958年，属屈原公社。
- 1961年，析置楚塘公社。
- 1984年，改置楚塘乡。
- 2001年，改置屈子祠镇。
- 2015年，与范家园镇成建制合并设立屈子祠镇，将范家园茶场代管的新湖、新范2个建制村划归屈子祠镇。

## 行政区划
屈子祠镇下辖1个社区，31个建制村：
- （原范家园镇下辖）牛形山社区居委会

- （原范家园镇下辖）程林村、伏家村、范家村、青龙村、金山村、吕仙村、花桥村、划船村、月形村、农科村、双墩村、永青村、道冲村

- （原屈子祠镇下辖）楚南村、楚塘村、翁家桥村、金钩村、朱山村、枫树村、农科村、屈子祠村、白水段村、渔街市村、周家垅村、金沙村、屈原村、狄湖村、栏湖村、黄兴村
- （原范家园茶场代管）新湖村、新范村